# Waling Dykstra

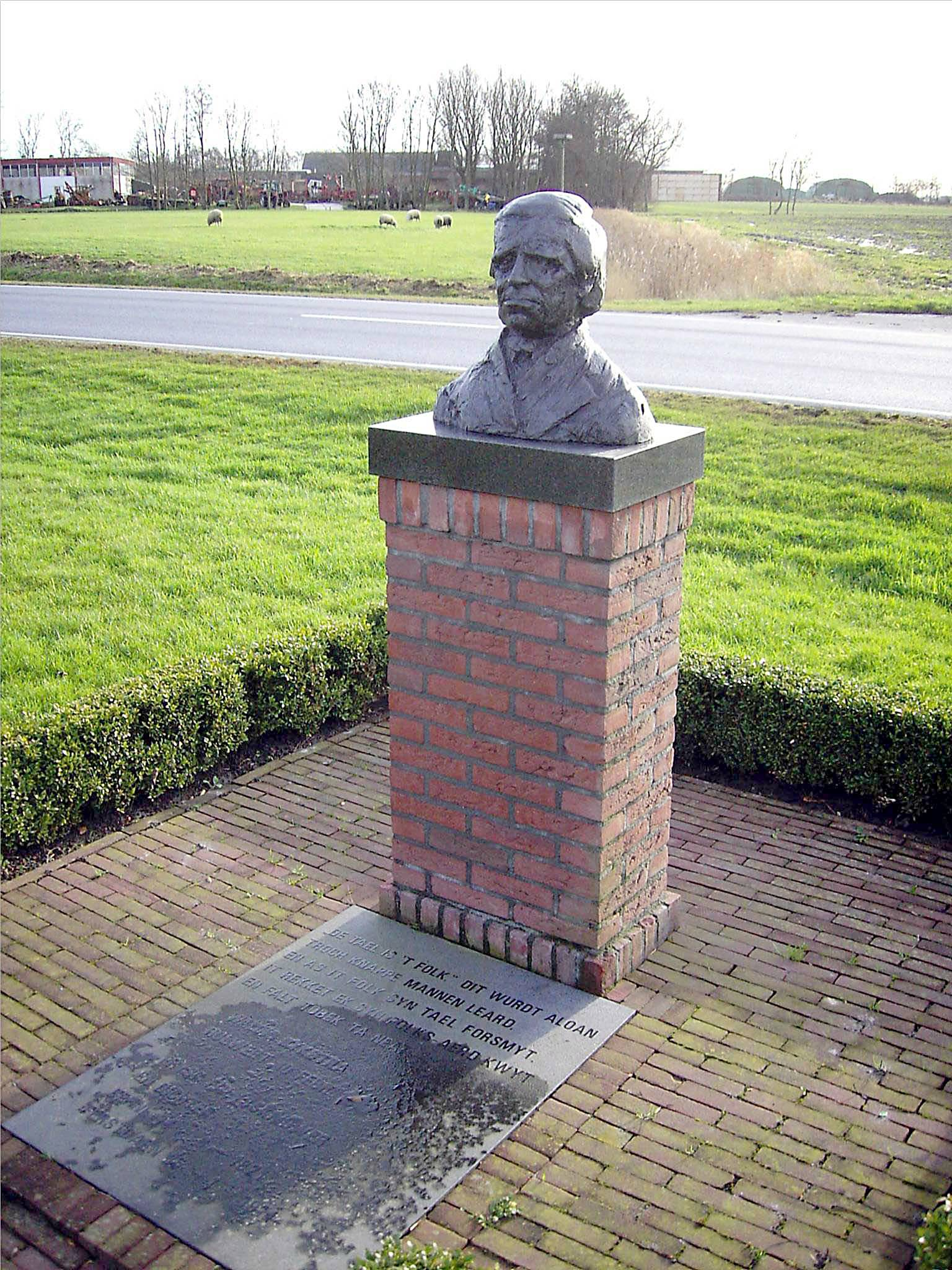
Borstbeeld van Waling Dykstra in Holwerd (door Chris Fokma)

Waling Gerrits Dykstra of Dijkstra (Vrouwenparochie, 14 augustus 1821 — Holwerd, 15 januari 1914) was een Fries schrijver, dichter en voordrachtskunstenaar.

## Levensloop
Waling Dykstra's grootvader en vader waren bakker en Waling moest het bakkersvak leren om het bedrijf van zijn vader in Spannum over te kunnen nemen. Hij was echter meer geïnteresseerd in literatuur en publiceerde al voor hij achttien was enkele Friese ballades in de Friesche Almanak van G.T.N. Suringar. Dykstra liet zich met name inspireren door de Friese volksverhalen en gedichten die vanaf 1834 werden gepubliceerd door Eeltje en Joost Hiddes Halbertsma.
In 1840 werd hij bakker in Spannum. Hij trouwde in mei 1850 met Hinke (Jans) Huizinga, maar deze overleed nog geen twee jaar later. Ze hadden een zoon die jong is overleden.
In 1853 zegde Dykstra het bakkersvak vaarwel en begon als koopman langs de huizen te trekken.
In 1855 vonden er enkele belangrijke veranderingen in zijn leven plaats. Hij hertrouwde met Afke (Jans) de Boer, met wie hij elf kinderen zou krijgen. Tegelijkertijd verhuisde hij naar Franeker, waar hij in dienst trad van T. Telenga, boekhandelaar en uitgever. Vanaf dat tijdstip zou Dykstra volledig in zijn onderhoud voorzien door schrijven en het houden van voordrachten, alsmede in de boekhandel en uitgeverij.
In 1861 vestigde hij zich als zelfstandig boekhandelaar in Holwerd. Van omstreeks 1860 tot 1885 was hij 's winters haast elke avond ergens in de provincie om voordrachtsavonden te geven - de zogenoemde Frîske Winterjounenochten, die zeer populair werden.
In 1885 werd hij belast met de eindredactie van het Friesch Woordenboek. De provincie Friesland bracht dit woordenboek in de periode 1898 - 1911 in vier delen uit. In het bijna 900 bladzijden tellende Uit Friesland's volksleven van vroeger en later bundelde Dykstra Friese volksverhalen, sprookjes en gezegden. Het werk werd in twee delen uitgebracht in 1892 en 1896. 
In januari 1914 stierf Dykstra te Holwerd. Hij werd 92 jaar.

## Levensbeschouwing
Waling Dykstra kwam uit een orthodox-protestantse geloofsgemeenschap, maar koos op jonge leeftijd voor het modernisme en in politiek opzicht voor het liberalisme.
Zijn werk is in hoofdzaak rationalistisch-moralistisch; hij streed voor eenvoud en waarheid als 'burgerlijke deugden'. Hij was een aanhanger van de Verlichting en hoewel moralist kon hij predikanten niet zetten en stak de draak met de eenvoudige belijders van de gereformeerde waarheid. Mede daarom was hij niet geliefd onder de gelovigen.

## Succes en kritiek
Waling Dykstra werd algemeen geëerd als de grote man van de Friese beweging.
Zijn eerste liederenbundel, uit 1848, werd vijfmaal herdrukt. Van zijn romans werden vooral de eerste twee vele malen herdrukt.
De voordrachtsavonden die hij met anderen organiseerde, de Winterjoenenocht, ontwikkelden zich tot een nieuw genre, dat tot na 1920 beoefend werd.
Diverse door hem opgezette of geredigeerde bladen en jaarboekjes vonden een brede verspreiding, bijvoorbeeld Sljucht en Rjucht (vanaf 1897), De Fryske Skoeralmenak, het jaarboekje As jimme it leije meije (1899-1910).
Zijn werk aan de Friese spelling en aan het Friesch Woordenboek is van veel betekenis geweest, evenals zijn folkloristische werk. Hij was de belangrijkste verzamelaar van Friese volksverhalen in de negentiende eeuw.
Van calvinistische zijde ondervond hij veel kritiek vanwege de wijze waarop hij de christelijke huichelarij en schijnheiligheid bespotte, in het bijzonder bij predikanten.
Na zijn dood ondervond zijn werk kritiek van de Jongfriezen van Douwe Kalma die het gebrek aan diepgang verweten.
Dykstra's werk is van belang, omdat hij velen bewoog tot het lezen van Fries; literair wordt het thans niet meer gewaardeerd. Het geeft wel een blik in het sociale en morele leven van het vrijzinnig deel van Friesland.

## Activiteiten
Op literair gebied heeft Waling Dykstra de volgende werken tot stand gebracht en activiteiten uitgevoerd:
- schrijver van
  - vijf Friese liederenbundels
  - jeugdboekjes
  - vijf romans
  - 25 oorspronkelijke toneelstukken (blijspelen, soms met zang en muziek)
  - vertalingen en bewerkingen voor het Friese toneel van acht toneelstukken, waarvan vier van Molière
  - vertalingen van verhalen van F. Reuter en K.I. Groth uit het platduits
  - een prozabewerking van Enoch Arden, een gedicht van Tennyson uit 1864
  - zes verhalen en een dialoog in het Bildts
- voordrachtskunstenaar, waarbij de voordrachten naderhand meestal in boekvorm verschenen
- initiatiefnemer en redacteur van het tijdschrift De Frîsce Huesfrjeun (dat bestond tot 1869), het jeugdblad Friso, de bladen De Fryske Skoeralmenak en Sljucht en Rjucht
- lid van de redactie het jaarboekje De Bye-Koer (dit bestond tot 1896)
- journalist voor de krant Friesch Volksblad
- voorts schreef hij voor het verenigingsblad Iduna van het Selskip foar Fryske Tael- en Skriftekennisse, Friesche Volksalmenak, Provinciale Friesche Courant, Swanneblommen, Forjit My Net en For Hûs en Hiem
- verzamelaar van volksverhalen
- eindredacteur Fries woordenboek
- hij stelde ook een spelling van het Fries vast, die in 1879 de basis vormde voor de officiële spelling van het Selskip foar Fryske Tael- en Skriftekennisse

## Chronologisch overzicht
- 1821 (14 augustus) - Waling wordt geboren te Lieve Vrouwenparochie.
- 1834 - De eerste bundel Friese volksverhalen en gedichten van E.H. en J.H. Halbertsma verschenen; deze hadden een belangrijke invloed op Waling Dykstra.
- 1839 - Enkele ballades van Dykstra verschenen in de Friesche Almanak van G.T.N. Suringar (hij was toen nog geen 18 jaar oud).
- 1840 - Dykstra wordt bakker in Spannum, in het bedrijf van zijn vader.
- 1844 - De eerste Friestalige vereniging, het "Selskip foar Fryske Tael- en Skriftekennisse" wordt opgericht; enkele jaren later sluit Dykstra zich daarbij aan.
- ergens tussen 1845 en 1848 wordt Dykstra lid van de redactie van het jaarboekje De Bye-Koer en start zijn eigen tijdschrift De Frîsce Huesfrjeun.
- 1848 - Dykstra publiceert zijn eerste individuele werk, de liederenbundel Doaitse mei de Noardsce balke - verschenen bij uitgever T. Telenga te Franeker.
- 1850 - Huwelijk met Hinke (Jans) Huizinga (op 15 mei).
- 1851 - Dykstra schrijft zijn eerste jeugdboekje.
- 1851 - Dykstra's vrouw, Hinke Huizinga, overlijdt (op 8 december).
- 1853 - Dykstra begint als koopman langs de huizen te trekken.
- 1855 - Dykstra hertrouwt met Afke (Jans) de Boer (op 27 oktober), verhuist naar Franeker en treedt in dienst van boekhandelaar en uitgever T. Telenga (de uitgever van De Bye-Koer en De Frîsce Huesfrjeun).
- 1856 - Uitgeverij Telenga publiceert Dykstra's eerste roman, De silveren rinkelbel.
- 1857 - Dykstra gaat enkele malen voordrachten houden, samen met T.G. van der Meulen.
- 1860 - Dykstra's tweede roman, De Frîske Thîl Ulespegel, wordt gepubliceerd in Franeker.
- van 1860 tot en met 1885 trekt Dykstra er iedere winter vrijwel elke avond op uit om voordrachten te houden, soms alleen, soms samen met anderen.
- 1861 - Dykstra wordt zelfstandig boekhandelaar in Holwerd.
- 1864 - De raamvertelling Twa Utfanhûsers by Nammenom wordt gepubliceerd in Leeuwarden.
- 1866 - Dykstra neemt het initiatief voor het jeugdblad Friso, dat een jaar blijft bestaan.
- 1869 - Het tijdschrift De Frîsce Huesfrjeun houdt op te bestaan.
- 1871 - Dykstra publiceert een prozabewerking van Enoch Arden, een gedicht van Tennyson uit 1864.
- 1876 - Dykstra wordt lid van de redactie van het links-liberale Friesch Volksblad.
- 1879 - Het Selskip foar Fryske Tael- en Skriftekennisse stelt een officiële Friese spelling vast, die mede op werk van Dykstra is gebaseerd.
- 1879 - Dykstra neemt het initiatief voor het blad De Fryske Skoeralmenak, waarvoor hij teksten schreef van 1879 tot 1909.
- 1883 - Omdat het Friesch Volksblad de socialistische kant opgaat, treedt Dykstra uit de redactie.
- 1885 - De provincie Friesland belast Dykstra met de eindredactie van het Friesch Woordenboek.
- 1892 - Het eerste deel van Uit Friesland's volksleven van vroeger en later wordt te Leeuwarden gepubliceerd. Waling Dykstra is dan ongeveer 71 jaar oud.
- 1896 - Het tweede (laatste) deel van Uit Friesland's volksleven van vroeger en later wordt gepubliceerd.
- 1896 - Einde van het verschijnen van het jaarboekje De Bye-Koer.
- 1897 - Dykstra neemt het initiatief voor het blad Sljucht en Rjucht.
- 1899 - Dykstra schrijft voor het eerst het jaarboekje As jimme it leije meije (Als het jullie bevalt). Hij gaat daar mee door tot 1910.
- 1909 - Dykstra stopt met het schrijven van teksten voor het blad De Fryske Skoeralmenak.
- 1910 - Dykstra schrijft voor het laatst het jaarboekje As jimme it leije meije.
- 1911 - De uitgave van het Friesch Woordenboek wordt voltooid.
- 1914 - Dykstra overlijdt op 15 januari te Holwerd, op 92-jarige leeftijd.
- 1942 - Het blad Sljucht en Rjucht houdt op te bestaan.

## Wat bistû leaflik, rizende simmermoarn!
Een van de gedichten van Waling Dykstra behoort tot de meest geliefde van Friesland.
De tekst hiervan luidt:
| Tekst: | | Vertaling: |
| Wat bistû leaflik, rizende simmermoarn! ’t Opgeande sintsje laket my oan. ’t Hoantsje kraait kûkelû, ’t douke ropt rûkûkû, Ik wol ek sjonge fleurich fan toan.                  | Wat ben je lieflijk, rijzende zomerochtend! Het opgaande zonnetje lacht me toe. 't Haantje kraait kukelu, 't duifje roept roekoekoe, Ik wil ook zingen blij van toon.       |            |
| Alles wat libbet docht der nou sines bij, Fôltsjes en kealtsjes, hynders en kij. Guoskes dy’t snetterje, skiepkes dy’t bletterje, Lamkes dy’t springe, nuvere blij.             | Al wat leeft draagt zijn steentje bij, Veulentjes en kalfjes, paarden en koeien. Ganzen die snateren, schapen die blaten, Lammetjes die springen, wonderlijk blij.          |            |
| ’t Ljurkje yn’e wolken, d’eintsjes yn’t lizich wiet, Moskjes en sweltsjes, elts sjongt syn liet. Earbarren klapperje, ljipkes wjukwapperje, Skries op’e hikke ropt grito-griet. | 't Leeuwerikje in de wolken, eendjes in het water, Mussen en zwaluwen, elk zingt zijn lied. Ooievaars klapperen, kieviten wapperen, De grutto op het hek roept grito-griet. |            |